# Charles Siméon
Pour les articles homonymes, voir Siméon.
Charles Albert Siméon, né le 16 juin 1982, est un haltérophile seychellois.

## Carrière
Charles Siméon est médaillé d'argent au total dans la catégorie des moins de 69 kg aux Championnats d'Afrique d'haltérophilie 2002 à Nairobi
Il est double médaillé d'or et médaillé d'argent aux Jeux des îles de l'océan Indien 2007 à Madagascar. Aux Jeux des îles de l'océan Indien 2011 aux Seychelles, il obtient trois médailles d'or, à l'arraché, à l'épaulé-jeté et au total.
Il remporte aux Championnats d'Afrique d'haltérophilie 2011 au Cap la médaille d'argent au total et à l'épaulé-jeté ainsi que la médaille de bronze à l'arraché dans la catégorie des moins de 77 kg.